# ایزاک اندیک
ایزاک اندیک (انگلیسی: Isak Andic؛ ۱ اکتبر ۱۹۵۳ – ۱۴ دسامبر ۲۰۲۴) کارآفرین و سرمایه‌دار اسپانیایی اهل ترکیه، و بنیانگذار و مالک شرکت پوشاک و لوازم لوکس منگو بود.
اندیک در ۱۴ دسامبر ۲۰۲۴، در سن ۷۱ سالگی درگذشت.